# Salinas (Puerto Rico)
Salinas ist eine der 78 Gemeinden von Puerto Rico.
Sie liegt an der Südküste von Puerto Rico. Sie hatte 2019 eine Einwohnerzahl von 27.128 Personen.

## Geografie
Salinas liegt im südlichen Teil von Puerto Rico an der Südküste der Insel, südlich von Aibonito und Cayey, südöstlich von Coamo, östlich von Santa Isabel und westlich von Guayama.

## Geschichte
Salinas wurde am 22. Juli 1851 von Don Agustín Colón Pacheco als Bürgermeister gegründet.

## Gliederung
Die Gemeinde ist in 6 Barrios aufgeteilt:
1. Aguirre
2. Lapa
3. Palmas
4. Quebrada Yeguas
5. Río Jueyes
6. Salinas barrio-pueblo

## Wirtschaft
Salinas ist eine der wichtigsten landwirtschaftlichen Anbauregionen an der Südküste von Puerto Rico. Es hat große Bananen- und Papayafarmen in seinen Barrios Lapa und Aguirre. Das Barrio Río Jueyes ist einer der Hauptproduzenten von Rindfleisch im Süden.

## Persönlichkeiten
- Angel Espada (* 1948), Boxer
- Tony Vega (* 1957), Sänger
- José Ángel López Martínez alias Jay Wheeler (* 1994), Sänger, Songwriter, Tänzer und Musikproduzent